# Herbert Vollmer
Herbert Vollmer   (Nova York, 15 de febrer de 1895 - Nova York, 8 de novembre de 1961) va ser un waterpolista estatunidenc que va competir durant les dècades de 1910, 1920 i 1930.
El 1920 va prendre part en els Jocs Olímpics d'Anvers, on va disputar la competició de waterpolo, en què finalitzà en sisena posició. Quatre anys més tard, als Jocs de París, va guanyar la medalla de bronze en la competició de waterpolo.
Abans de centrar-se en el waterpolo va destacar com a nedador. Guanyà el títol de l'IC4A el 1915 i el 1916 de 220 iardes i establí fins a tres rècord mundials de la distància en un sol dia.